# واومنة المركز (واومنة)
واومنة المركز هو دُوَّار يقع بجماعة واو مانة، إقليم خنيفرة، جهة بني ملال خنيفرة في المملكة المغربية. ينتمي الدوّار لمشيخة واومنة التي تضم 11 دوار. يقدر عدد سكانه بـ 4119 نسمة حسب الإحصاء الرسمي للسكان والسكنى لسنة 2004.

## روابط خارجية
- البوابة الوطنية للجماعات الترابية
- المندوبية السامية للتخطيط